# Szerenád helyett
A Szerenád helyett Presser Gábor 2015-ben készült szobalemeze. 

## Alkotók
- Presser Gábor – zongora, Hammond-orgona, szájharmonika, kézihárfa, basszus-szájharmonika, dobok, bádogdob, ütőhangszerek
- Falusi Mariann – ének
- Kozma Kata – ének
- Sipeki Zoltán – bendzsó, gitár, basszustambura
- Szabó Tamás – szájharmonikaszóló (A szívemben nincs senki másnak hely c. dalban)

Hangmérnök: Nyíri Sándor. Az albumhoz készült fotók és grafika Vető Gábor munkája. 

## Dalok
1. A szerelem jó, a szerelem fáj  (3:30)
2. A szívemben nincs senki másnak hely (2:51) 
3. Gazdag fiú szerelme (4:31)
4. Mama (3:12)
5. Te majd kézenfogsz (4:28) 
6. Amióta elszakadtál (3:01)
7. Engem is vigyél el! (2:57)
8. Jó veled (3:23)
9. Majd Leonard (7:30)
10. Oh, csak a hajnal jönne már (3:48)
11. Ujjaim kibogoznád (1:59)

Az album hossza: 41:15.